# Slim Thug
Slim Thug, nome artístico de Stayve Jerome Thomas, (Houston, Texas, 8 de Setembro de 1980), é um rapper americano de grande sucesso, ficou mais conhecido pela participação no clipe e na música "Check On It" do grupo feminino Destiny's Child, em 2005.

## História
Tal como a maioria dos MCs que emergiram de Houston, Texas, e consolidaram-se como rappers de projecção e sucesso nacional, Slim Thug passou pela Swishahouse de Michael '5000' Watts.
A exemplo do que viriam a fazer, pouco tempo depois, Chamillionaire e Paul Wall, Slim percebe que o que está a receber da editora não corresponde ao acolhimento que têm as suas mixtapes nas ruas.
Sem conflitos, o MC de Houston cria a sua própria editora, a Boss Hogg Outlawz, pela qual passaria a editar e distríbuir as suas mixtapes. Conseguiu assim criar um bom buzz ligado ao seu nome e uma grande aclamação e reconhecimento em todo o sul.
A qualidade e fama que ele demonstrou com a sua atividade no circuito de mixtapes despertam a atenção de Pharrell Williams, que o contrata para a Star Trak, que se encontra ligada á Geffen Records.
Antes ainda do lançamento do seu álbum de estréia, Slim Thug esteve presente no disco de Gwen Stefani, no qual interpretou, juntamente com a ex-vocalista dos No Doubt, o tema "Luxurious".
De "Luxurious", com Gwen, a uma luxuosa lista de produtores na sua estréia discográfica, com nomes desde The Neptunes, até Cool & Dre, passando por Jazze Pha, Already Platinum, tal como o nome indica, tinha tudo para ser um sucesso.
Mas, como não há bela sem senão, fruto de ter sido alvo dos bootleggers e de ser consecutivamente adiado, muitas das faixas que eram para estar em Already Platinum tiveram de ser substítuidas.
Assim, o álbum lançado em julho de 2005, era bastante diferente do que estava previsto para fevereiro do mesmo ano.
De qualquer forma, no álbum saído em julho, pode-se ouvir bons temas, como é o caso de "Click Clack", com Pusha T dos Clipse.
Para além de Pusha T pode-se ouvir neste álbum T.I., Bun B, Killa Kyleon, Sir Daily, PJ, Chris Ward, Pharrell Williams e LeToya Luckett. Na versão inicialmente prevista para Already Platinum iria ainda constar uma colaboração com Jay-Z. Contudo o remix de "I Ain't Heard of That" acabou por ser substituído.
Grande impulsionador do crescimento da importância de Houston, bem como de todo o sul, Slim Thug e o seu Already Platinum não foram além do disco de ouro.

## Discografia

### Álbuns de estúdio
- 2005 - Already Platinum
- 2009 - Boss of All Bosses[1][2]

### Colaborações
- 2001 - Boss Hogg Outlaws (com ESG)
- 2003 - The Big Unit (com Lil Keke)
- 2005 - We Make the Rules in the Streets (com Boyz n Blue)
- 2007 - Serve & Collect (com Boss Hogg Outlawz)

### Mixtapes
- Greatest Hits ('98-'03)
- Boss Basics (com DJ Drama)
- From the House to the Streets Vol. 1, 2
- Tha Boss Vol. 1
- I Represent This
- Having Thangs (com Killa Kyleon)
- Southern Smoke 15 (com DJ Smallz)
- A Down And Dirty Vacation Vol. 3 (com DJ 1 Mic)

### Singles
Solo
| Ano  | Canção                                                             | Gráfico de posições | Gráfico de posições | Gráfico de posições | Álbum              |
| Ano  | Canção                                                             | U.S. Hot 100        | U.S. Hip Hop/R&B    | U.S. Rap            | Álbum              |
| ---- | ------------------------------------------------------------------ | ------------------- | ------------------- | ------------------- | ------------------ |
| 2004 | "Like A Boss"                                                      | -                   | 56                  | 12                  | Already Platinum   |
| 2005 | "3 Kings" (feat. T.I. and Bun B)                                   | -                   | 48                  | 23                  | Already Platinum   |
| 2005 | "I Ain't Heard of That" (feat. Pharrell & Bun B)                   | -                   | 34                  | 25                  | Already Platinum   |
| 2006 | "Diamonds" (Remix) (feat. Young Jeezy, Killa Kyleon e Slick Pulla) | -                   | 90                  | 32                  | Already Platinum   |
| 2006 | "Incredible Feelin'" (feat. Jazze Pha)                             | -                   | 73                  | -                   | Already Platinum   |
| 2007 | "Wood Grain Wheel"                                                 | -                   | 70                  | -                   | Boss of All Bosses |
| 2007 | "Theme Song"                                                       | -                   | 102                 | -                   | Boss of All Bosses |
| 2008 | "I Run" feat. Yelawolf                                             | 58                  | 21                  | -                   | Boss of All Bosses |
| 2008 | "Bitch I'm Back" (feat. Devin The Dude)                            | ?                   | ?                   | -                   | Boss of All Bosses |

Participações
- 2005 - "Still Tippin'" (Mike Jones feat. Slim Thug e Paul Wall)
- 2005 - "Draped Up (remix)" (Bun B feat. Lil Keke, Slim Thug, Chamillionaire, Paul Wall, Mike Jones, Aztek, Lil' Flip, & Z-Ro)
- 2005 - "Luxurious (remix)" (Gwen Stefani feat. Slim Thug)
- 2005 - "Check on It" (Beyoncé feat. Slim Thug)
- 2006 - "Hey Fella" (LeToya Luckett feat. Slim Thug)
- 2006 - "Keep It Playa" (Pharrell feat. Slim Thug)
- 2006 - "Candy Paint" (DJ Khaled feat. Slim Thug, Chamillionaire, e Trina)
- 2006 - "Working the Wheel" (Pimp C feat. Slim Thug)
- 2006 - "U Don't See Me" (Young Dro feat. Slim Thug)
- 2006 -  "Wamp Wamp (What It Do)" (Clipse feat. Slim Thug)
- 2006 - "One Blood (remix)" (The Game feat. Jim Jones, Snoop Dogg, Nas, T.I., Fat Joe, Lil Wayne, N.O.R.E., Jadakiss, Styles P., Fabolous, Juelz Santana, Rick Ross, Twista, E-40, WC, Daz Dillinger, Kurupt, Bun B, Chamillionaire, Slim Thug, Young Dro, Clipse, e Ja Rule)
- 2006 - "Tussle" (Big Tuck feat. Tum Tum e Slim Thug)
- 2007 - "With Love" (Hilary Duff feat. Slim Thug e Play-n-skillz)

### Aparições como convidado
- 2006 - "Hey Fella" (LeToya Luckett feat. Slim Thug)
- 2006 - "Keep It Playa" (Pharrell feat. Slim Thug)
- 2006 - "Candy Paint" (DJ Khaled feat. Slim Thug, Chamillionaire, and Trina)
- 2006 - "Working the Wheel" (Pimp C feat. Slim Thug)
- 2006 - "U Don't See Me" (Young Dro feat. Slim Thug)
- 2006 - "Wamp Wamp (What It Do)" (Clipse feat. Slim Thug)
- 2006 - "It's Okay (One Blood) (remix)" (The Game feat. Jim Jones, Snoop Dogg, Nas, T.I., Fat Joe, Lil Wayne, N.O.R.E., Jadakiss, Styles P., Fabolous, Juelz Santana, Rick Ross, Twista, E-40, WC, Daz Dillinger, Kurupt, Bun B, Chamillionaire, Slim Thug, Young Dro, Clipse & Ja Rule)
- 2007 - "With Love" (Play-n-Skillz remix) (Hilary Duff feat. Slim Thug & Play-n-Skillz)
- 2007 - "I'm a Boss" (Cuntry Boi feat. Rick Ross & Slim Thug)
- 2007 - "Shit On Boys" (Mike Jones feat. Slim Thug & Lil Flip & Killa Kyleon)
- 2007 - "Krispy (remix)" (Kia Shine feat. Swizz Beatz, Jim Jones, Slim Thug, E-40, Young Buck, Remy Ma & LL Cool J)
- 2007 - "Nuthin' 2 A Boss" (Trae feat. Slim  Thug)
- 2007 - "Blades Choppin'" (Bossaliny feat. Slim Thug)
- 2007 - "Johnny Dang's Watch Froze" (Paul Wall feat. Fat Joe & Lil Keke & Slim Thug)
- 2007 - "Gettin' Money" (DJ Drama feat. Paul Wall & Slim Thug & Lil Keke & Killa Kyleon)
- 2007 - "Won't Let You Down" (Chamillionaire feat. Slim Thug & Lil Keke & Mike Jones & Trae & Paul Wall & UGK & Z-Ro)
- 2008 - "City of Syrup" (Bun B feat. Mike Jones & Slim Thug)
- 2008 - "Boss Hogg On Candy" (Big Pokey feat. Slim Thug)
- 2008 - "U Can Hate" (Big Pokey feat. Chris Ward & Slim Thug)
- 2008 - "It Ain't Over" (Busta Rhymes feat. Slim Thug & Lil Wayne)
- 2008 - "Money in the City" (Lil Keke feat. Slim Thug, Paul Wall, & Tre Virdure)